# Liste der Stolpersteine in Grabow (Elde)
Die Liste der Stolpersteine in Grabow enthält die  Stolpersteine, die im Rahmen des gleichnamigen Kunstprojekts von Gunter Demnig in Grabow verlegt wurden. Mit ihnen soll Opfern des Nationalsozialismus gedacht werden, die in Grabow lebten und wirkten. 

## Liste der Stolpersteine
Die Liste ist vorsortiert nach Adresse.
| Bild                 | Inschrift | Name                 | Ort                   | Verlegedatum  | Anmerkungen |
| -------------------- | --- | -------------------- | --------------------- | ------------- | --- |
| Sabielak, Josef      | Schuhhaus Sabielak Hier wohnte und arbeitete Josef Sabielak Jg. 1895 ‚Schutzhaft‘ 1938 Gefängnis Alt-Strelitz Flucht 1939 England | Sabielak, Josef      | Marktstraße 7 (Karte) | 13. Okt. 2016 | Familie Sabielak betrieb ein Schuhgeschäft in der Grabower Innenstadt. In der Reichspogromnacht wurden die Schaufenster eingeschlagen. Josef Sabielak und sein älterer Sohn Emil wurden zeitweise in „Schutzhaft“ genommen. 1939 konnte die Familie nach England fliehen, die Sabielaks betrieben in London wieder ein Schuhgeschäft. |
| Sabielak, Emma       | Schuhhaus Sabielak Hier wohnte und arbeitete Emma Sabielak geb. Kunkel Jg. 1898 Flucht 1939 England                               | Sabielak, Emma       | Marktstraße 7 (Karte) | 13. Okt. 2016 | |
| Sabielak, Isaak Emil | Hier wohnte Isaak Emil Sabielak Jg. 1923 ‚Schutzhaft‘ 1938 Gefängnis Alt-Strelitz Flucht 1939 England                             | Sabielak, Isaak Emil | Marktstraße 7 (Karte) | 13. Okt. 2016 | |
| Sabielak, Adolf      | Hier wohnte Adolf Sabielak Jg. 1927 Flucht 1939 England                                                                           | Sabielak, Adolf      | Marktstraße 7 (Karte) | 13. Okt. 2016 | |
| Wolff, Alfred        | Hier wohnte Alfred Wolff Jg. 1876 ‚Schutzhaft‘ 1938 Zuchthaus Alt-Strelitz verhaftet 1938 Sachsenhausen ermordet 16.2.1940        | Wolff, Alfred        | Steindamm 8 (Karte)   | 23. Okt. 2014 | Alfred Wolff lebte in Grabow und wurde am 9. Dezember 1939 inhaftiert und nach Sachsenhausen verbracht, wo er im Februar 1940 starb. |